# فيميو
فيميو (بالإنجليزية: Vimeo)‏ هي شركة أمريكية مقرها في مدينة نيويورك تقدم منصة لاستضافة مقاطع الفيديو ومشاركتها وخدماتها. يركز فيميو على تقديم فيديو عالي الوضوح عبر مجموعة من الأجهزة. يعتمد نموذج أعمال فيميو على البرمجيات كخدمة (SaaS). تحصل الشركة على الإيرادات من خلال توفير خطط الاشتراك للشركات وصانعي المحتوى. توفر فيميو لمشتركيها أدوات لإنشاء الفيديو وتحريره وبثه، وحلول برامج المؤسسات، كما تعمل المنصة أيضًا على تسهيل الاتصالات بين محترفي الفيديو والعملاء وخبراء الصناعة الآخرين. اعتبارًا من ديسمبر 2021، بلغ عدد مستخدمي الموقع 260 مليون مستخدم، بما في ذلك 1.6 مليون مشترك في خدماته.
تأسس الموقع في البداية من قبل جاك لودويك وزاك كلاين في عام 2004 كفرع من شركة CollegeHumor لمشاركة مقاطع الفيديو الفكاهية بين الزملاء. استحوذت شركة IAC على CollegeHumor وفيميو في عام 2006، وبعد أن استحوذت جوجل على يوتيوب بأكثر من 1.65 مليار دولار أمريكي، وجهت IAC المزيد من الجهد إلى فيميو للتنافس ضد يوتيوب ، مع التركيز على توفير محتوى منسق وفيديو عالي الوضوح لتمييز نفسها عن مواقع مشاركة الفيديو الأخرى. بحلول عام 2009 غادر لودويك وكلاين في النهاية، ونفذت IAC هيكلًا أكثر تركيزًا على الشركة لبناء خدمات فيميو، مع وجود الرئيس التنفيذي السابق أنجالي سود في منصبها منذ يوليو 2017.
في مايو 2021 انفصلت IAC عن فيميو كشركة عامة مستقلة.

## الشعبية
ابتداء من شهر سبتمبر 2011، يجذب فيميو 65 مليون زائر شهريا وأكثر من 8 ملايين مشترك. 15 بالمئة من محتويات فيميو تأتي من الهواتف النقالة.
وبدءا من 4 ماي 2012، تم حجب موقع فيميو من قبل مزودي خدمات الإنترنت في الهند لأسباب غير معروفة.

## المجتمع
مجتمع فيميو كبير وذو انتشار واسع غالبيته من صانعي أفلام هنود وأعداد كبيرة من معجبي الأفلام. تبني مجتمع فيميو لقب «الفيميونز» ويعني ذلك أعضاء مجتمع فيميو الذين عادة ما يكونون من أكثر الأعضاء نشاطا.
تجدر الإشارة إلى أن من أهم مستعملي موقع فيميو "البيت الأبيض"، الذي يُحمل العديد من مقاطع الفيديو عالية الدقة على الموقع.

## وصلات خارجية
- الموقع الرسمي